# Gyalideopsis albopruinosa
Gyalideopsis albopruinosa är en lavart som beskrevs av Lücking. Gyalideopsis albopruinosa ingår i släktet Gyalideopsis och familjen Gomphillaceae.   Inga underarter finns listade i Catalogue of Life.